# Salzburger Lokalbahn
A Salzburger Lokalbahn (Rövidítve SLB) egy 9 km hosszú, részben kétvágányú, villamosított, normál nyomtávolságú helyi érdekű vasútvonal Salzburg városban, Ausztriában. 1896-ban nyílt meg, az 1970-es években a bezárás fenyegette, de végül megmenekült. Napjainkban a Salzburgi S-Bahn része. Tervbe van véve a vonal további 2 km-rel való meghosszabbítása is, mely várhatóan 2013-ra készül el.

## Képek

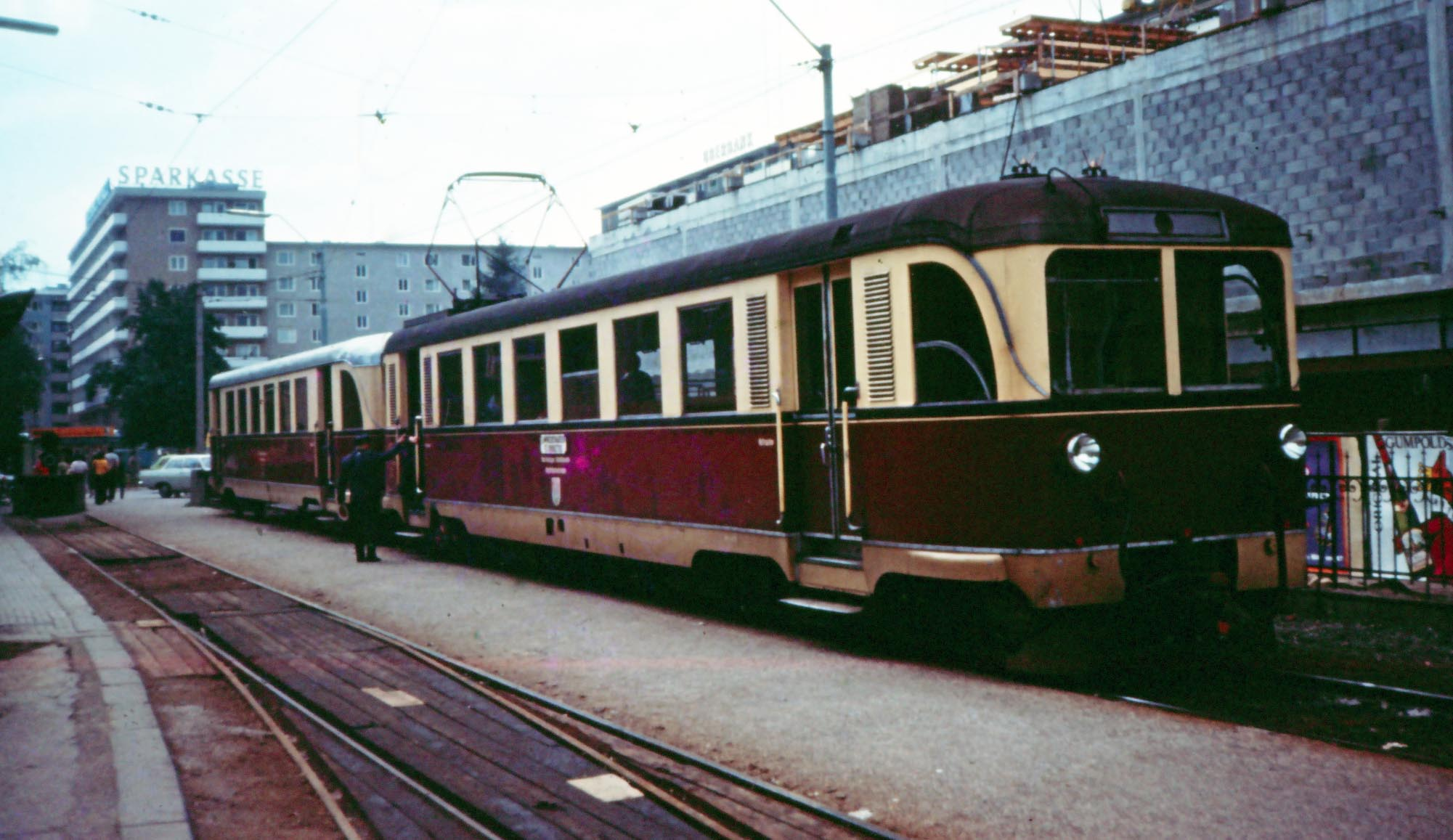
Egy szerelvény 1974-ből
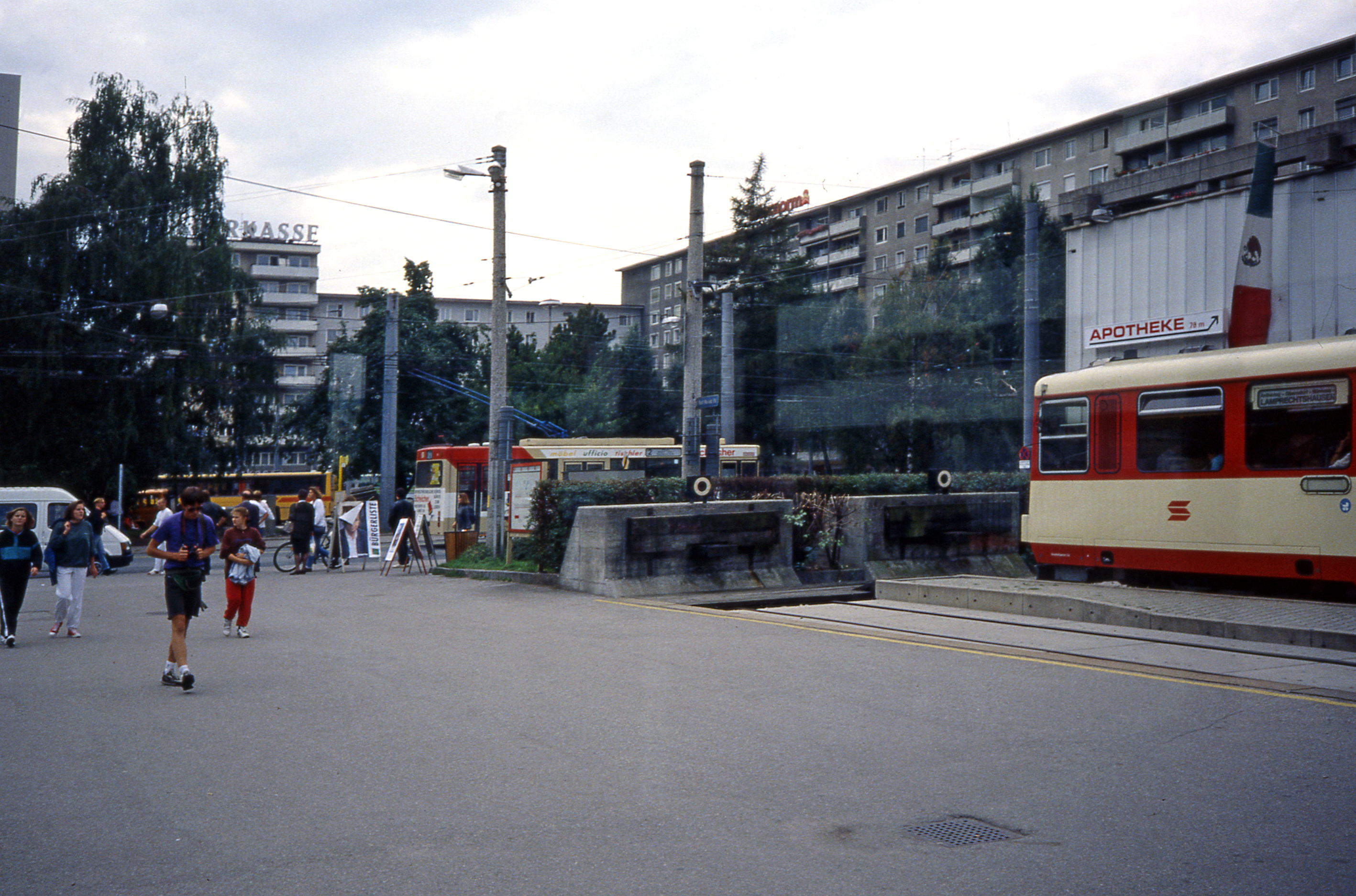
A vonat indulásra készen várakozik
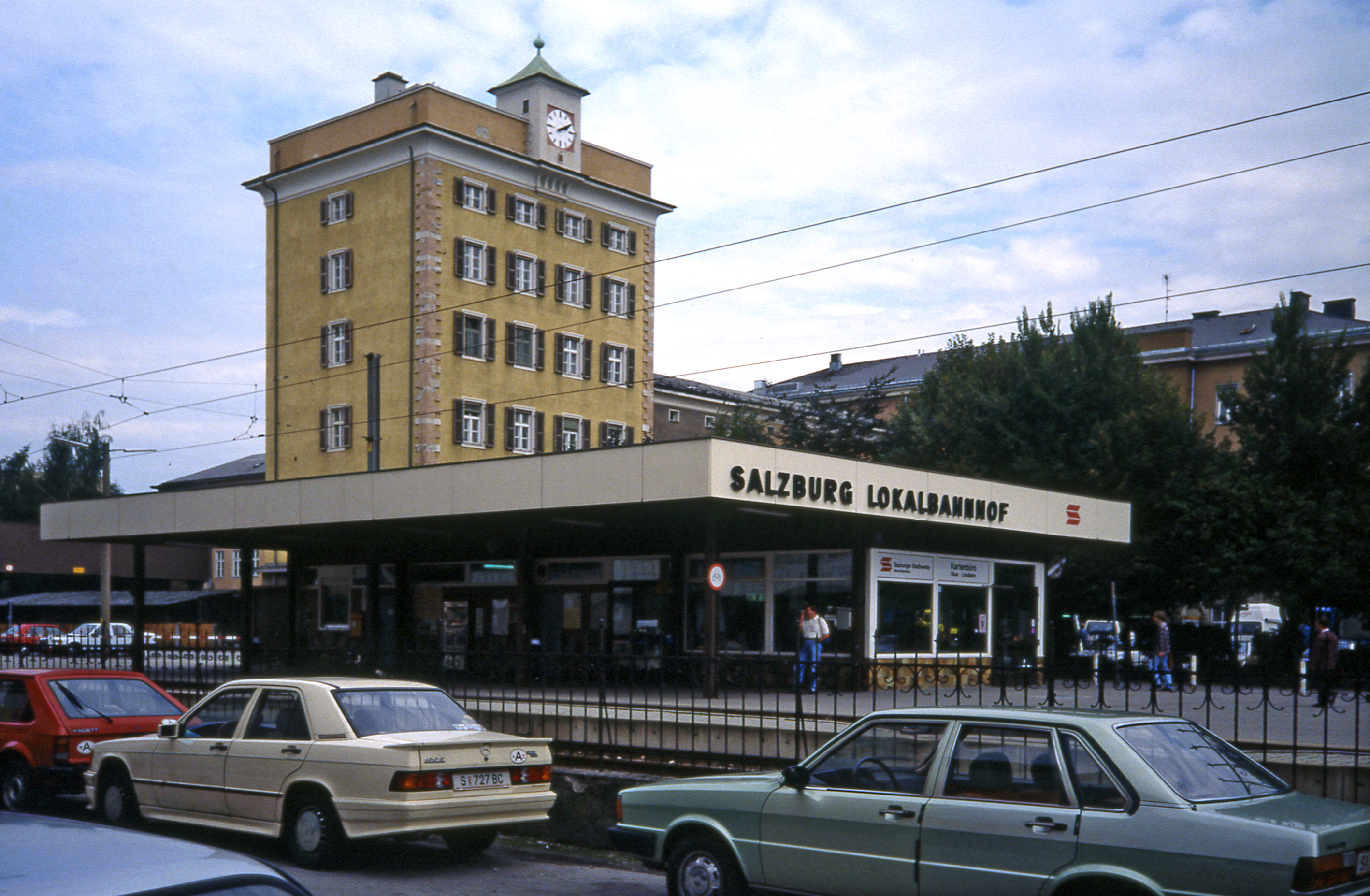
A föld feletti állomás 1992-ben
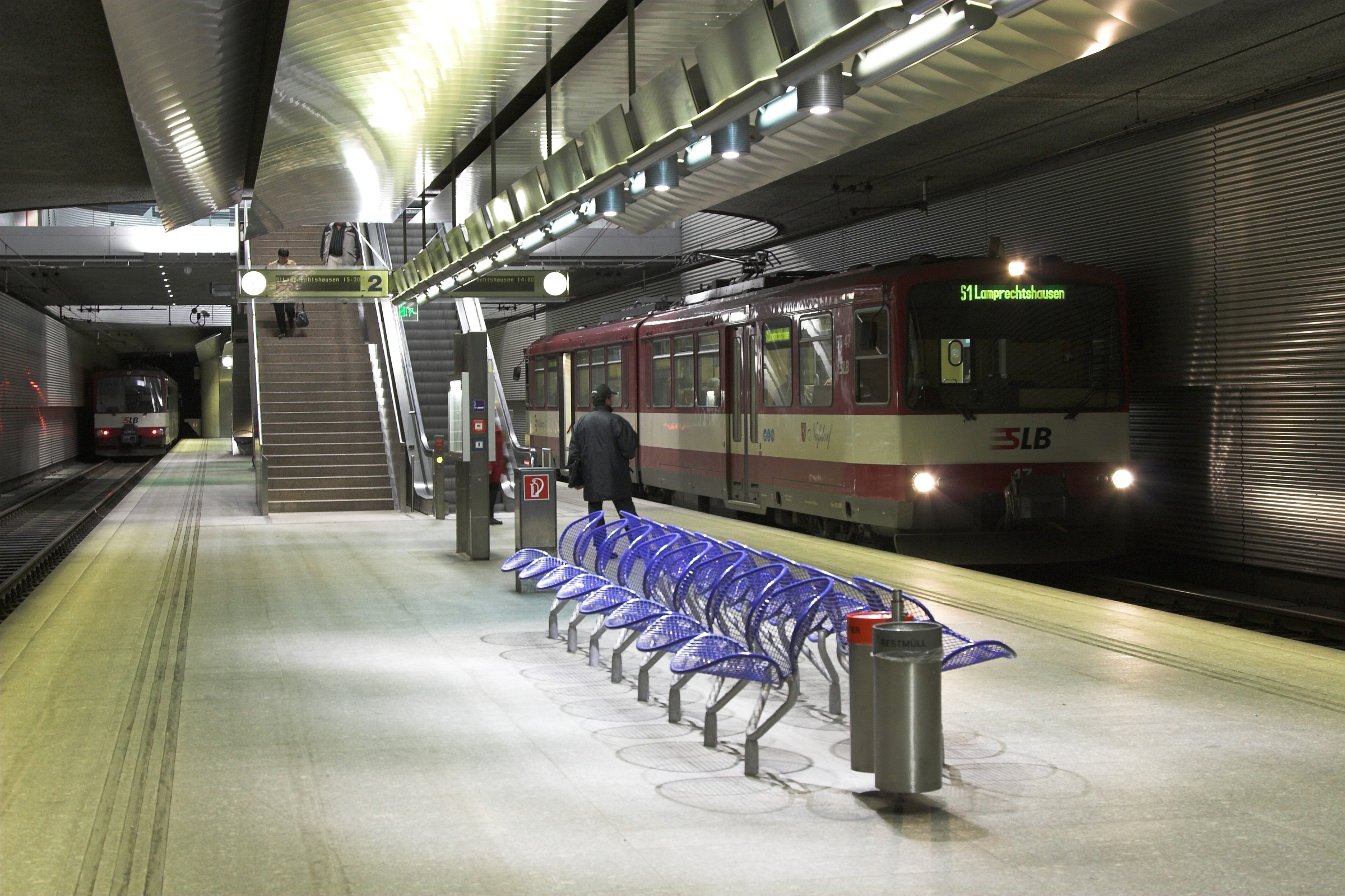
A föld alatti állomás 2008-ban